# I Never Knew (That Roses Grew)
I Never Knew (That Roses Grew) ist ein Song, der von Ted Fiorito (Musik) und Gus Kahn (Text) geschrieben und 1925 veröffentlicht wurde.

## Hintergrund und erste Aufnahmen
Geschrieben als Liebeslied in G-Dur in Form einer Ballade mit dem Aufbau AABA, wurde der Song von Fioritos eigener Sweet Band vorgestellt.  Weitere frühe Aufnahmen liegen von Vincent Lopez (Okeh) und Gene Austin (Victor) vor. Im Laufe der Zeit entwickelte sich der Song von einem Liebeslied hin zu einem Jazzstandard, meist in lebhaftem Tempo gespielt.

## Coverversionen
Peggy Lee interpretierte ihn in Pete Kelly's Blues (1955). Der Song wurde im Jazz häufig gespielt, u. a. von Joe Pass,  Stéphane Grappelli, Bing Crosby/Buddy Cole, Kenny Burrell, Charlie Christian, Mildred Bailey, Ray Nance und Lester Young.